# Armin Shimerman
Armin Shimerman (Lakewood, Nova Jérsei, 5 de novembro de 1949) é um ator norte-americano com participações no teatro, no cinema e na televisão. Seu papel de maior destaque foi o do atendente de bar ferengui Quark, na série de TV Star Trek: Deep Space Nine.
Shimerman é conhecido também pelos seus papéis como o diretor Snyder, na série de TV Buffy the Vampire Slayer, e como um dos Nox, na série de TV Stargate SG-1, dentre outros.

## Biografia
Armin nasceu em uma família judaica de Nova Jersey, em 1949. Sua mãe, Susan, era contadora e seu pai, Herbert, era pintor de casas. Quando tinha 15 anos, a família se mudou para Los Angeles, onde sua mãe o matriculou em aulas de teatro para poder expandir seu círculo social. Ele também era músico, tocando trompete na banda da escola, no ensino médio. Formou-se pela Universidade da Califórnia em Los Angeles e depois entrou para o Old Globe Theater, em San Diego, como aprendiz. Seguiu carreira no teatro, mudando-se para Nova Iorque. Quando voltou para Los Angeles, começou a trabalhar na televisão, em vários papeis em séries da rede CBS.
Em 1981, casou-se com a atriz Kitty Swink, que também participou de vários episódios de Star Trek em papeis coadjuvantes.